# Plasmodesmophyta
Division
Les Plasmodesmosphyta, ou Plasmodesmophytes, sont de plantes regroupant certaines algues et les plantes terrestres. Ce sont toutes les Phragmoplastophytes sauf les Zygnématophytes. Elles regroupent plus de 270 000 espèces de répartition mondiale, l'écrasante majorité étant des Embryophytes.

## Description
La croissance de ces plantes est apicales et des bifurcations sont possibles. Une autre synapomorphie est la rétention de l'oosphère sur l'organisme. Les plasmodesmophytes sont caractérisées par des plasmodesmes. Lors de la formation du Phragmoplaste (ce sont des Phragmoplastophytes), il subsiste des communications, des pores, qui par la suite vont donner des ponts cytoplasmiques, entre les cellules filles. Ces communications sont appelées les plasmodesmes. Ils ont une forme de tubes et permettent une communication rapide entre les cellules, les transports intercellulaires et les échanges métaboliques nécessaires à la division du travail. Ils sont sélectifs. L'ensemble des cytoplasmes des cellules végétales sont ainsi mis en commun et forment le symplasme. Les plasmodesmes peuvent se former secondairement par dissolution de la paroi cellulaire, ils peuvent dans ce cas être ramifiés (ils ne le sont jamais s'ils ont été mis en place lors de la mitose). À proximité des plasmodesmes, les cellules ont une paroi imprégnée de callose. Le plasmodesme est traversé par le desmotubulus, un filament protéique reliant le réticulum endoplasmique des cellules contigües. Le reste de l'espace est occupé par de l'actine et de la myosine, reliant le desmotubulus au plasmalemme. Elles laissent un espace pour le passage des solutés. Les protéines et les acides nucléiques peuvent passer, mais aussi des virus qui se répandent ainsi dans l'organisme. Il existe d'autres voies de communication entre les cellules, par exemple les ponctuations (des pores dans la paroi primaire là où la paroi secondaire est absente, traversés par le réticulum endoplasmique). Les ponctuations peuvent être complexes dans le cas de trachéides : il existe une cavité entre les parois des cellules avec un torus au centre (membrane épaissie), formant un clapet.

CW :paroi cellulaire ; PM : membrane plasmique ; ER : réticulum endoplasmique ; DM : Desmotube ; point rouge : Actine

## Phylogénie

### Les Chaetosphaeridiophytes
C'est un taxon comprenant quatre espèces d'algues dont les cellules sont dotées de prolongements, les setae, protégées par un fourreau. Ce sont des épiphytes vivant sur des plantes d'eau douce.

### Les Charophytes
Très proches des plantes terrestres, ces algues aquatiques sont constituées d'un axe autour duquel se trouve un verticille de pleuiridies. Il existe un système de nœuds et d’entre-nœuds. Les anthérozoïdes sont complexes et de forme spiralée, les oogones sont entourés de cinq cellules et coiffés de cinq autres cellules bordant un siphon, emprunté par l'anthérozoïde lors de la fécondation.

### Les Coleochaetophytes
Ce sont des algues de petite taille formant des coussins constitués de filaments ramifiés et disposant eux aussi de setae. Il s'agit du groupe-frère des Embryophytes. Les thalles peuvent être homotriche rampant, homotriche dressé ou bien encore hétérotriche. Après la fécondation, le zygote est présent dans le thalle. Elles vivent en épiphytes sur des plantes aquatiques.

### Les Embryophytes
Ce sont toutes les plantes terrestres. Elles sont caractérisées par la possession d'archégones et d'une tige, le cormus. La réussite évolutive de ce groupe est démontrée par leur présence dans tous les écosystèmes terrestres et certains écosystèmes aquatiques. Elles sont représentées par les hépatiques ou Marchantiophytes, les mousses ou Bryophytes, les Anthocérophytes, les Lycophytes, les prêles ou Équisétophytes, les fougères ou Filicophytes, les gymnospermes et les angiospermes (plantes à fleurs). Ces dernières constituent l'écrasante majorité des plantes terrestres avec plus de 230 000 espèces.

## Sources
- Algae : Linda E. Graham, Lee W. Wilcox
- Louise A. Lewis et Richard M. Mc Court, Green algae and the origin of land plants, american journal of botany, vol. 91, n. 10, p. 1535-1556, 2004